# Katja Lauken
Katja Lauken (* 1970 in Wuppertal) ist eine deutsche Theaterregisseurin.

## Leben und Werk
Katja Lauken legte 1990 das Abitur an der Stormarnschule in Ahrensburg ab und studierte anschließend Pädagogik und Theaterwissenschaft in Köln. Nach dem Diplom begann sie ihre Regiekarriere als Assistentin am Schauspielhaus Bochum, an dem sie mit "die Präsidentinnen" von Werner Schwab auch ihre erste eigene Arbeit inszenierte. Lauken lebt heute in Köln und arbeitete bisher an den Stadttheatern Aachen, Bochum, Essen, Köln, Oberhausen und Paderborn.

## Preise
2006 wurde ihre Inszenierung von Edna Mazyas "Die Schaukel" mit dem Haupt- und Publikumspreis des Kinder- und Jugendtheaterfestival NRW ausgezeichnet. 2007 erhielt sie den Künstlerinnenpreis des Landes Nordrhein-Westfalen.